# Per Karl Hjalmar Dusén
Per Karl Hjalmar Dusén, né le 4 août 1855 à Vimmerby dans le Småland et mort le 22 janvier 1926 à Tranås, est un ingénieur, explorateur, botaniste et collecteur suédois.

## Biographie
Il effectue de nombreuses expéditions en Afrique tropicale (Cameroun, Guinée équatoriale, Liberia), en Amérique du Nord (Groenland), en Amérique centrale (Mexique, Haïti), en Amérique du Sud (Argentine, Chili, Paraguay), enfin au Brésil, où il étudia longuement la flore de l'État de Parana.

## Hommages
Les épithètes spécifiques de nombreuses espèces lui rendent hommage,
- parmi les espèces végétales : Acanthus dusenii, Asplenium dusenii, Azorella dusenii, Begonia per-dusenii[3], Campylospermum dusenii, Centella dusenii, Croton dusenii, Eugenia dusenii, Guatteria dusenii, Justicia dusenii, Peperomia dusenii, Phyllanthus dusenii, Trachymene dusenii ou Trichoscypha dusenii ;
- parmi les espèces animales : Cycloramphus duseni (amphibien), Salvator duseni (saurien).